# Life Is Strange 2
Life Is Strange 2 ist ein in fünf Episoden unterteiltes 3D-Adventure des französischen Entwicklers Dontnod Entertainment, dessen erste Episode am 26. September 2018 vom japanischen Publisher Square Enix für Windows-PCs und verschiedene Konsolen veröffentlicht wurde. Es ist die Fortsetzung des 2015 erschienenen 3D-Adventures Life Is Strange und nach Life Is Strange: Before the Storm und The Awesome Adventures of Captain Spirit das vierte Spiel im Life-Is-Strange-Universum.

## Spielprinzip
Insgesamt ist die Spielmechanik derer aus den vorherigen Spielen der Life-Is-Strange-Reihe sehr ähnlich. Auch in Life Is Strange 2 haben die Entscheidungen des Spielers Konsequenzen im weiteren Spielverlauf. Der Spieler spielt Sean Diaz, der die Entwicklung seines jüngeren Bruders Daniel beeinflussen kann, je nachdem, was er ihm beibringt und ob er ein gutes Vorbild ist.
Entscheidungen aus dem kostenlosen Mini-Adventure The Awesome Adventures of Captain Spirit, das Dontnod Entertainment im Juni 2018 veröffentlichte, sollen in Life Is Strange 2 übernommen werden. Auch die finale Entscheidung aus Life Is Strange soll Einfluss auf das Spiel haben.

## Handlung

### Episode 1:Roads
Die Hauptcharaktere des Spiels sind der 16-jährige Sean Diaz und der neunjährige Daniel Diaz, die zusammen mit ihrem Vater Esteban in Seattle leben. Am 28. Oktober 2016 plant Sean mit seiner extrovertierten besten Freundin Lyla zu einer Halloween-Party zu gehen. Sein Hauptinteresse liegt darin, auf der Party engeren Kontakt zu Jenn zu suchen, in die er verliebt ist. Nachdem er sich zu Hause für den Abend vorbereitet hat, skypt er noch mit Lyla. Währenddessen hört er von draußen aufgeregte Stimmen. Sein jüngerer Bruder Daniel ist mit dem ausländerfeindlich wirkenden jugendlichen Nachbarssohn Brett aneinandergeraten. Als Sean Brett vor dem Haus konfrontiert, kommt es zu einer Prügelei zwischen den beiden. Sean schlägt Brett zu Boden, Brett bleibt schwer verletzt liegen. Zufällig fährt die Polizei am Haus vorbei und wird so auf das Ereignis aufmerksam. Der aussteigende Polizist wirkt nicht deeskalierend und zückt seine Dienstwaffe. Nachdem Seans Vater herbeieilt und die Situation beruhigen möchte, aber der Aufforderung des Polizisten sich hinzulegen nicht Folge leistet, drückt der Polizist ab und trifft Seans Vater tödlich. Der schockierte Daniel schreit laut, woraufhin der Polizist von einer Druckwelle weggeschleudert wird. Sean ist eine kurze Zeit lang bewusstlos, ebenso sein Bruder. Als er wieder zu sich kommt, sieht er sowohl seinen toten Vater, als auch den Polizisten, der ebenfalls tot vor dem brennenden Polizeiwagen liegt. Aus der Ferne kündigen Sirenen das Kommen weiterer Einsatzkräfte an. Sean nimmt Daniel auf den Arm und flieht aufgelöst vom Tatort.
Nach zwei Tagen Flucht befinden sich die Brüder im Mount-Rainier-Nationalpark. Daniels psychische Verfassung beginnt schlechter zu werden, da er Heimweh bekommt und seinen Vater, an dessen Schicksal er sich nicht erinnern kann, vermisst. Sean muss im Wald Verantwortung für seinen noch sehr jungen und kindlich-verspielten Bruder übernehmen und ihn bei Laune halten, während er selbst nicht weiß, wie es weitergehen soll und wie er seinem Bruder das Geschehene vermitteln soll. An einem Fluss beschließen die Brüder ihr Nachtlager aufzuschlagen. Am nächsten Tag gehen Sean und Daniel weiter entlang der Straße, bis sie zu einer Tankstelle kommen, an der sie ihre knappen Vorräte auffüllen wollen. Sean lernt dort den Journalisten und Blogger Brody kennen, der dort ebenfalls rastet. Nach ihrem Einkauf werden sie bei der Besprechung ihrer weiteren Reiseroute vom Geschäftsinhaber festgehalten und schließlich eingesperrt – der Mann hatte über die Medien erfahren, dass die beiden Jungen polizeilich gesucht werden. Durch gegenseitige Hilfe schaffen Sean und Daniel es, sich zu befreien. Als sie den Geschäftsraum der Tankstelle verlassen wollen, kommt der Inhaber zurück. Aus Daniel bricht plötzlich wieder seine übernatürliche Fähigkeit hervor, die den Mann zu Boden wirft und den Laden verwüstet. Panisch rennen Sean und Daniel nach draußen in den strömenden Regen, auf der Suche nach Hilfe. Sie erblicken den in seinem Auto sitzenden Brody, der die beiden hilfsbereit mitnimmt.
Mit Brody fahren die Brüder durch die Nacht gen Süden. Als er plötzlich ein Bellen hört, richtet sich Seans Aufmerksamkeit auf die Rückbank – Daniel hat unbemerkt einen Hundewelpen von der Tankstelle mitgenommen: Trüffel (im Original: Mushroom) wird daraufhin der tierische Begleiter des Bruderpaars. Im nördlichen Oregon machen die Reisenden auf einem Parkplatz mit Blick auf Arcadia Bay eine Pause. Abhängig von der abschließenden Entscheidung des Spielers im ersten Teil von Life is Strange ist dort entweder die Küstenstadt intakt oder zerstört zu sehen. In einem Gespräch erzählt Sean verzweifelt von seiner Geschichte. Brody versucht ihm neuen Mut zu machen. Während des Gesprächs beschließt er für sich selbst, nicht nach Seattle heimzukehren und sich zu stellen, sondern sich bis zum Herkunftsort seines Vaters, Puerto Lobos in Mexiko, durchzuschlagen. Einige Meilen weiter südlich setzt Brody die Brüder an einem Motel an der Pazifikküste aus und nimmt Abschied. Er bezahlt ihnen ein Zimmer für eine Nacht, schenkt ihnen einen Rucksack, etwas Geld und eine Busfahrkarte für den nächsten Tag.
Auf dem Zimmer sieht Sean den Moment gekommen, auch aufgrund möglicher Verfolgung durch die Polizei, sein altes Leben hinter sich zu lassen: Er wirft sein Handy weg. Außerdem möchte er Daniel nun erzählen, was wirklich geschah. Bevor dieses Gespräch zustande kommt, erfährt Daniel jedoch über die Fernsehnachrichten, was in Seattle passiert ist. Daraufhin bricht er innerlich zusammen und fragt Sean, warum er ihn angelogen hat. Seine übernatürliche Fähigkeit bricht wieder hervor, Sean gelingt es aber, ihn zu beruhigen. Am nächsten Tag fahren die Brüder mit dem Bus weiter.

### Episode 2:Rules
Die Episode beginnt am 1. Dezember 2016 im Willamette National Forest im Landesinneren Oregons. Nach einigen Tagen Flucht fanden die Brüder in der verschneiten Wildnis ein verlassenes Haus, in dem sie nun einen Unterschlupf gefunden haben. Daniel lernt dort, angeleitet von Sean, seine Kraft mittels Telekinese Objekte bewegen zu können, bewusst zu kontrollieren und zu verbessern. Als Daniel jedoch beginnt, zunehmend leichtsinnig mit seiner Superkraft umzugehen und damit anzugeben, ermahnt ihn Sean. Er solle vorsichtig sein, damit andere Leute nicht auf seine Fähigkeit aufmerksam werden.
Da Daniel unter einem sich verschlimmernden Husten leidet und die Vorräte zur Neige gehen, macht sich Sean große Sorgen. Er schlägt beim Abendessen vor, Hilfe und Unterkunft bei ihren Großeltern mütterlicherseits, dem Ehepaar Reynolds im nahegelegenen Ort Beaver Creek zu suchen. Am nächsten Morgen, an dem Sean und Daniel aufbrechen wollen, ist ihr Hundewelpe Trüffel draußen. Daniel begibt sich auf die Suche nach ihm, während Sean die letzten Vorbereitungen für die Abreise trifft. Als Daniel schließlich ebenfalls nicht wiederkommt, beginnt Sean sich zu sorgen. Einer Blutspur im Schnee folgend, findet Sean Daniel mit dem toten Trüffel. Ein Puma, der den Welpen offensichtlich getötet hat, nähert sich Daniel in dem Moment, in dem Sean eintrifft. Daniel, wütend und verzweifelt über den Verlust seines Freundes, hebt den Puma mittels seiner Fähigkeit vom Boden und bricht ihm, sofern Sean nicht eingreift, das Genick.
Nach einem Fußmarsch erreichen die Brüder Beaver Creek und werden dort von den Reynolds aufgenommen. Die Reynolds werden als typische konservative Kleinstadtbewohner porträtiert − Stephen präsentiert sich als fürsorglicher und gutmütiger Großvater, Claire ist jedoch ebenso ordnungsliebend und streng. Insbesondere Daniel fühlt sich in der behüteten, häuslichen Atmosphäre wohl und beginnt ein Interesse an der Vergangenheit seiner Mutter Karen zu entwickeln, die für Claire aber ein Tabu-Thema ist. Das ehemalige Kinderzimmer Karens im Obergeschoss ist verschlossen, Daniel und Sean dürfen es nicht betreten.
Eines Tages erblickt Daniel im Garten den zehnjährigen Nachbarsjungen Chris Eriksen, als dieser von der Leiter seines Baumhauses herunterfällt. Durch seine Fähigkeit gelingt es ihm, den Sturz aufzufangen. Hier schließt die Handlung direkt an The Awesome Adventures of Captain Spirit an. Der fantasievolle Chris (Captain Spirit) glaubt daraufhin, sich selbst mit eigenen Superkräften vor dem Sturz bewahrt zu haben. Daniel und Chris verstehen sich sofort gut und werden Freunde. Am nächsten Morgen wacht Sean allein im Gästezimmer auf. Daniel hat sich heimlich zu Chris geschlichen. Als Sean ins Haus der Eriksens kommt, sieht er die beiden Kinder mit Chris’ Actionfiguren spielen. Daniel bringt die Figuren zum Schweben und lässt dabei Chris glauben, er sei dafür verantwortlich.
Dann kommt Chris’ Vater Charles nach Hause – Chris, Daniel und Charles überreden Sean, sie auf den Weihnachtsmarkt in der Stadt zu begleiten. Dort angekommen, ist Daniel unsicher, ob er Chris die Wahrheit erzählen soll oder nicht. Die Entscheidung darüber liegt beim Spieler. Auf dem Weihnachtsmarkt trifft Sean auf das Punk-Mädchen Cassidy, die für einen „Job“ auf dem Weg nach Kalifornien ist. Als Sean und Daniel wieder im Haus der Reynolds sind, sieht Daniel eine Chance, das abgeschlossene Zimmer Karens zu erkunden, da die Großeltern von ihrem Kirchgang noch nicht zurückgekehrt sind.
Während Sean und Daniel sich gerade im alten Zimmer ihrer Mutter umsehen, kommen Claire und Stephen vom Gottesdienst zurück und erwischen die beiden in Karens Zimmer. Es kommt zum Streit. Es wird sich allerdings recht schnell wieder versöhnt, da Stephen sich den Streit nicht mit anschauen kann und der wackelige Schrank in seinem Büro auf ihn stürzt. Hier liegt die Entscheidung erneut beim Spieler, ob Daniel seine Fähigkeit nutzen soll oder nicht, um Stephen unter dem Schrank zu befreien.
Kurz darauf klingelt die Polizei an der Tür. Claire öffnet und gibt zuvor Sean und Daniel den Rat, durch die Hintertür zu fliehen. Abhängig von den bisher getroffenen Entscheidungen laufen sie dann sofort die Straße entlang, als ihnen ein zweites Polizeiauto folgt. Chris kann nun einschreiten, um den beiden zu helfen. Entweder er wird daraufhin von einem Polizeiauto angefahren, oder nicht. In einer dritten Möglichkeit begegnen die Brüder Chris in dessen Garten, der ihnen einen geheimen Fluchtpfad verrät, sodass es zu keiner Begegnung mit der Polizei kommt und Chris nicht verletzt wird.
Die letzte Szene spielt in einem Waldstück, in der Sean Daniel das auf dem Weihnachtsmarkt gekaufte Geschenk überreicht – sofern eines gekauft oder geklaut wurde – und ein Zug fährt vorbei. Die beiden springen auf und begeben sich somit erneut auf Reise.

### Episode 3:Wastelands
Die Episode beginnt mit einem Rückblick zu einem Tag wenige Wochen vor dem Vorfall: Sean und Daniel geraten zuhause in eine Streiterei, nachdem sich Daniel in Seans Zimmer schleicht und eine Uhr stiehlt. Ihr Vater beendet den Streit und stellt Sean zur Rede, um ihm klarzumachen, dass er bei der Erziehung von Daniel seine Hilfe braucht. Sean verträgt sich daraufhin wieder mit Daniel und gestattet es ihm, die Uhr zu behalten.
In der Gegenwart, zwei Monate nach ihrem Aufenthalt in Beaver Creek, haben sich Sean und Daniel der Gruppe um Cassidy und ihrem Freund Finn angeschlossen, die als Kommune in einem Wald in Kalifornien lebt und auf der illegalen Marihuana-Farm von Merrill arbeitet. Eines Morgens sieht Sean, wie sein Bruder zusammen mit Finn das Messerwerfen übt, und merkt, dass Daniel dabei heimlich seine Kräfte einsetzt. Als Sean ihn im Anschluss ermahnt, sich unauffällig zu verhalten, zeigt sich Daniel gereizt und stößt Sean instinktiv mit seinen Kräften zurück.
Nach einem Arbeitstag auf der Farm, den Sean mit dem Zurechtschneiden von Blüten verbracht hat, kann man durch Gespräche und das Herumlaufen im Camp mehr über die einzelnen Gruppenmitglieder in Erfahrung bringen und zusammen mit Daniel Aufräumarbeiten verrichten. Auf dessen Bitte begeben sich die beiden zum nahegelegenen See, um nach langer Zeit einmal wieder Daniels Kräfte zu trainieren. Nachdem Daniel offenbart, dies zuletzt bereits alleine getan zu haben, bittet Sean ihn erneut um Vorsicht, worauf Daniel wieder mit Überdruss reagiert. Mit der Forderung, nicht mehr wie ein Kind behandelt zu werden, hebt Daniel die Wurzel eines Mammutbaumes aus dem See und geht anschließend mürrisch zum Lager zurück. Am Abend sitzt die Gruppe zusammen um ein Lagerfeuer. Hier hat der Spieler die Möglichkeit zu entscheiden, zusammen mit Daniel schlafen zu gehen oder am Lagerfeuer sitzen zu bleiben und einen neuen Haarschnitt verpasst zu bekommen.
Der nächste Tag ist Zahltag bei Merrill, weshalb dieser einen Teil der Gruppe zu sich holen lässt. Daniel wird außen vor gelassen, weil er zu jung ist. Nichtsdestotrotz schleicht er sich in das Wohnzimmer und wird dort von Big Joe, Merrills Wache, entdeckt und von ihm zu seinem Vorgesetzten geschleppt. Merrill, der den neunjährigen Daniel ohnehin nur ausnahmsweise auf der Farm arbeiten lässt, verliert nun die Geduld und verweigert den Anwesenden ihren Lohn. Außerdem feuert er Sean und Daniel. Als Big Joe sich daran macht, Daniel zu schlagen, lenkt dieser per Telekinese einen Aschenbecher gegen seinen Kopf. Voller Wut wendet sich Big Joe an den Rest und fragt, wer ihn abgeworfen habe, und je nach Entscheidung des Spielers schlägt Big Joe entweder Sean oder Finn ins Gesicht.
Zurück im Lager vertraut Sean Cassidy und Finn Daniels Kraft an und bittet sie um Geheimhaltung. Dies bringt Finn auf die Idee, bei Merrill einzubrechen und mithilfe von Daniels Fähigkeiten das Geld aus seinem Tresor zu stehlen, was Sean zunächst ablehnt. Bei einem weiteren Gespräch mit Finn kann Sean sich umentscheiden oder seine Entscheidung bestätigen. Die bisherigen Entscheidungen können dabei die Möglichkeit ergeben, dass Sean und Finn sich küssen. Cassidy sticht Sean schließlich ein Tattoo und schlägt vor, mit ihm im See baden zu gehen. Sean kann einwilligen oder ablehnen, bei ersterem kommen sich die beiden näher, aber nur wenn Sean sich gegen Finn entschieden hat. Der Spieler kann entscheiden, ob man Cassidy küsst und im Anschluss Sex mit ihr hat, oder sich von ihr fernhalten.
In der Nacht machen sich Finn und Daniel mit oder ohne Sean auf den Weg zu Merrills Haus und klauen dafür ein Auto von Big Joe. Wenn Sean nicht dabei ist, nimmt er zusammen mit Cassidy die Verfolgung auf und trifft die beiden in Merrills Haus kurz vor dem Tresor. Es ist möglich, den Tresor zu öffnen und eine Pistole daraus zu nehmen. Dabei wird die Gruppe allerdings von Merrill entdeckt und mit einer Pumpgun bedroht. Sean kann nun entscheiden, ob er Daniel dazu ermutigt oder davon abhält, seine Kraft gegen Merrill einzusetzen, oder (wenn der Tresor geöffnet und die Pistole genommen wurde) Merrill mit der Pistole anschießen. Bei ersterem wird Merrill zurückgeworfen, zückt jedoch eine Pistole und schießt Daniel an. Die anderen beiden Möglichkeiten führen dazu, dass Merrill Finn erschießt. In jedem Fall wird Daniel derart wütend, dass er schließlich mit einer Druckwelle das gesamte Haus verwüstet, wobei alle Anwesenden bewusstlos geschlagen werden. Am nächsten Morgen ist Daniel verschwunden und Sean durch einen Glassplitter am Auge verletzt.

### Episode 4:Faith
Durch den Unfall lag Sean im Koma und hat sein Augenlicht verloren. Er befindet sich nun seit zwei Monaten im Krankenhaus und muss sich daran gewöhnen, mit nur einem Auge zu sehen. Er wird von dem gutmütigen Krankenpfleger Joey behandelt und regelmäßig von der FBI-Agentin Flores zum Vorfall in Seattle befragt. Von Joey erhält Sean sein Tagebuch, in dem er eine Niederschrift von Jacob, einem Mitglied der Kommune, findet, aus der er erfährt, dass dieser sich um Daniel gekümmert und ihn in seine Heimatgemeinde Haven Point in Nevada gebracht hat. In der Nacht entscheidet sich Sean, aus dem Krankenhaus zu fliehen. Dafür reißt er einen losen Handtuchhalter aus seiner Verankerung und kann diesen verwenden, um seine Polizeiwache oder Joey ins Zimmer zu locken und K.o. zu schlagen (in letzterem Fall nimmt sich die Wache eine Pause, sodass Sean fliehen kann). Alternativ kann Sean die Verriegelung seines Fensters aufbrechen und über ein Baugerüst entkommen, wobei man in einem anderen Zimmer entweder Finn sieht und mit ihm sprechen kann, oder (wenn Finn nicht überlebt hat) den schlafenden Merrill.
Sean schließt ein Auto kurz und macht sich auf den Weg nach Haven Point. In der Nacht hält er abseits einer Landstraße, um zu schlafen. Dabei wird er jäh unterbrochen, als ihn zwei Einheimische aus dem Auto zerren und ihm vorwerfen, unerlaubt ihr Grundstück betreten zu haben. Im Laufe des Gesprächs wird die rassistische Einstellung des Wortführers der beiden offensichtlich, indem er beginnt, Sean aufgrund dessen mexikanischen Ursprungs zu schikanieren. Um ihn noch weiter zu erniedrigen, fordert er Sean auf, ein Lied zu singen, was Sean befolgen oder ablehnen kann. Je nachdem wird Sean entweder verschont oder von dem Rassisten verprügelt, bevor dieser ihn davonfahren lässt.
Mangels Benzin strandet Sean in der heißen Wüstenlandschaft und muss sich zu Fuß weiter bewegen. Ein LKW-Fahrer hält an und erklärt sich bereit, ihn mitzunehmen. Sean kann das Angebot annehmen oder ausschlagen. Bei ersterem erweist sich der Fahrer als hilfsbereit und bietet ihm etwas zu essen an, bei zweiterem muss Sean den restlichen Weg bis Haven Point laufen.
Dort angekommen weisen Plakate und die zentral gelegene Kirche Sean auf eine starke Religiosität der Gemeinde hin. In einer gerade stattfindenden Predigt sieht Sean, wie Daniel von der Pastorin Lisbeth als „Wunder“ gepriesen wird und er als „Engel Daniel“ seine telekinetischen Fähigkeiten vor den ehrfürchtigen Besuchern zur Schau stellt. Nach dem Gottesdienst begegnet Sean Jacobs kranker Schwester, Sarah Lee, die ihn zu Daniel führt. Nach einem zunächst herzlichen Wiedersehen wird Sean schnell klar, dass Daniel stark unter dem Einfluss der Pastorin steht und kein Interesse zeigt, die Gemeinde zu verlassen. Als Sean die Geduld verliert und Daniel zwingen will, mitzukommen, wird er vom Messdiener Nicholas in die Mangel genommen und gewaltsam nach draußen geführt. Sean kann sich entscheiden, sich gegen Nicholas zu wehren, dabei wird er von diesem jedoch zu Boden geschlagen. Anschließend trifft er auf seine Mutter Karen, die ebenfalls gekommen ist, um Daniel zu helfen, sich mit Sean aber zunächst in ein Motel zurückzieht.
Dort erfährt Sean, dass Jacob es war, der Karen kontaktiert hat, und ruft diesen an, um mit ihm einen Treffpunkt auszumachen. Sean, der sehr viel Enttäuschung für seine Mutter empfindet, fragt sie, warum sie ihn, Esteban und vor allem Daniel, der sie nie zu Gesicht bekommen hat, verlassen hat. Karen erklärt, dass sie sich den gesellschaftlichen Zwängen, denen sie sich in ihrer Rolle als Mutter und Ehefrau ausgesetzt sah, nicht hingeben wollte und ihr Glück als Aussteigerin in einem unabhängigen Leben suchte. Der Spieler kann mit seinen Entscheidungen Verständnis für Karen zeigen oder sie abstoßen.
Sean und Karen treffen sich mit Jacob und fassen einen Plan, um sowohl Daniel als auch Sarah Lee aus den Fängen der Gemeinde zu befreien. Dafür schleichen sich Sean und Jacob in Lisbeths Haus und finden u. a. heraus, dass diese Haven Point gegründet hat, nachdem sie aus ihrer vorherigen Kirchengemeinschaft ausgestoßen wurde. Außerdem entdeckt Sean, dass Lisbeth Sarah Lees medizinische Behandlung für deren Lungenentzündung zurückhält, und Unterlagen für einen Antrag auf die Adoption Daniels. Sean und Jacob müssen sich dabei vor Nicholas verstecken, der sie dabei entdecken könnte.
Entweder mit Karen oder von Nicholas gezwungen betritt Sean daraufhin die Kirche, wo Daniel sich mit Lisbeth aufhält. Sean und Karen versuchen ihn zu überreden, sich von Lisbeth loszusagen, wobei Karen sich Daniel als seine Mutter offenbart. Nachdem Sean Daniel greifen will, stößt dieser ihn mit einer Druckwelle zurück und dabei Kerzen um, die ein Feuer verursachen. Mit seinen Entdeckungen in Lisbeths Haus versucht Sean, Daniel davon zu überzeugen, dass diese ihn manipuliert. Nicholas schlägt Sean dabei mehrmals ins Gesicht, um ihn zum Schweigen zu bringen. Als Lisbeth Nicholas schließlich auffordert, Sean mit seiner Pistole zu erschießen, schreitet Daniel ein und stößt Nicholas zur Seite. Nachdem Lisbeth sich daraufhin in den Weg stellt und den Ausgang versperrt, ist es abhängig von den bisherigen Entscheidungen, ob Daniel sie mit seinen Kräften nur beiseite räumt oder ihr das Genick bricht; alternativ kann Sean sie auch erschießen. Sean, Daniel und Karen verlassen anschließend die brennende Kirche.
Jacob ist es unterdessen gelungen, seine Schwester zu befreien, und verabschiedet sich von den drei, die sich nun auf den Weg nach Mexiko machen.

### Episode 5:Wolves
Karen hat Sean und Daniel in ihre Kommune Away gebracht, eine Wohnwagensiedlung in der Wüste Arizonas, wo sie zusammen mit anderen abgeschieden von der Gesellschaft lebt. Die beiden Brüder verbringen eine Nacht am Grand Canyon, um sich den Sonnenaufgang am Morgen anzusehen. Mit seinen Kräften bringt Daniel einen Skorpion zum Schweben und Sean kann ihn ermahnen, diesen in Ruhe zu lassen.
Zurück in Away kann sich der Spieler das Camp anschauen und ein paar Bewohner kennenlernen. Dazu zählt das Paar Stanley und Arthur, sowie die Künstlerin Joan, die aus Schrott Skulpturen herstellt. Daniel, dessen Kraft in der Kommune niemanden stört, hilft Joan beim Bau einer weiteren Skulptur und Sean kann entscheiden, wie diese aussieht. Anschließend kann man eine von Daniel angelegte Schatzsuche bestreiten. Karen kehrt schließlich mit David, einem weiteren Mitglied der Kommune, vom Einkaufen zurück. Wie man bei einem Gespräch mit David erfährt, handelt es sich bei ihm um Chloe Prices Stiefvater aus dem ersten Teil, welcher sich von seiner Frau geschieden hat und sein Verhalten von damals bereut.
In der Nacht nimmt Karen ihre beiden Söhne mit auf einen Ausflug zum Canyon. Dabei erklärt sie den beiden, dass sie beim Einkaufen das FBI gesehen hat, welches sie bis hierher verfolgt hat. Sean und Daniel wird klar, dass sie weiterziehen müssen und sie lassen drei von Karen mitgebrachte Himmelslaternen in den Nachthimmel steigen. Am nächsten Morgen erhält Sean noch einmal die Möglichkeit, sich in Davids Wohnwagen umzusehen. Dabei lassen sich viele Anspielungen auf den ersten Teil finden, u. a. ein Foto der älter gewordenen Chloe und Max, sofern Chloe im ersten Teil überlebt hat. David überlässt Sean noch ein Polizeifunkgerät und zeigt ihm auf der Karte die Route nach Mexiko. Beim Abschied von Karen kann Sean diese umarmen oder sich davor weigern.
Mit dem Auto erreichen Sean und Daniel schließlich die Grenze zu Mexiko. Über den Funk erfahren sie, dass Karen in Away in Polizeigewahrsam genommen wurde. Den stählernen Grenzzaun bricht Daniel unter größter Anstrengung seiner Kräfte auf. Die beiden kommen jedoch nicht dazu, die Grenze zu überqueren, da Daniel mit einem Streifschuss am Arm getroffen und bewusstlos wird. Ein bewaffnetes amerikanisches Paar kommt in einem Pick-up angefahren und die Frau drückt Sean zu Boden. Kurz darauf erscheint der US-amerikanische Grenzschutz und nimmt sowohl Sean und Daniel als auch die beiden Militanten fest.
In einer Zelle des Grenzschutzes trifft Sean auf zwei mexikanische Flüchtlinge, welche ebenfalls festgenommen wurden. Sean wird anschließend verhört und ihm werden all die bisherigen Vorfälle, vom Tod des Polizisten in Seattle bis zum Brand der Kirche in Haven Point, als bewusst ausgeführte Straftaten angelastet. Mit seiner Kraft befreit Daniel Sean aus dem Verhörraum und führt ihn nach draußen. Auf dem Weg kann man das mexikanische Paar und die Militanten befreien, außerdem kann es passieren, dass Daniel zwei Polizeibeamten tötet. Mit ihrem Auto fahren die beiden wieder zur mexikanischen Grenze, wo sie allerdings ein Aufgebot der Polizei erwartet. Der Spieler kann nun entscheiden, ob er sich stellt oder weiterfährt und sich mithilfe von Daniels Kraft durch die Grenze schlägt. Daraus ergeben sich jeweils zwei Enden, abhängig davon, ob Sean seinen Bruder Daniel im Laufe des Spiels moralisch den Regeln der Gesellschaft entsprechend erzogen oder mehr Wert auf Autonomie und Selbstschutz gesetzt hat.
Sean entscheidet sich, sich zu stellen mit moralisch gutem Ende: Sean wird verurteilt und landet im Gefängnis. Daniel wird aufgrund seines Alters keine Schuld zugesprochen und er wird in der Folge von seinen Großeltern großgezogen. Nach 15 Jahren kommt Sean aus dem Gefängnis frei und wird von Daniel, Karen und möglicherweise auch Lyla in Empfang genommen. Zusammen begeben sich Sean und Daniel noch einmal in den Wald an den Ort der ersten Station ihrer Flucht. Sean fängt an zu weinen und wird von Daniel getröstet, bevor die beiden sich voneinander verabschieden und in verschiedene Richtungen davonfahren.
Sean entscheidet sich, sich zu stellen mit moralisch schlechtem Ende: Daniel hindert Sean daran auszusteigen und lenkt das Auto mit seiner Kraft durch die Polizeibarrikade. Sean wird dabei allerdings angeschossen und stirbt. Sechs Jahre später verschafft sich Daniel in Puerto Lobos sein Geld durch Raubzüge. Als er schließlich alleine am Strand sitzt und zeichnet, wird er von einer dreiköpfigen Gang überfallen, hält sich diese jedoch mit seinen Kräften vom Leib.
Sean entscheidet sich, die Grenze zu überqueren mit moralisch gutem Ende: Daniel macht den Weg frei und wirft sich kurz danach aus dem Auto, sodass Sean alleine nach Mexiko fährt. Daniel kommt bei seinen Großeltern unter und erhält sechs Jahre später einen Brief von Sean, der zeigt, dass dieser sich entweder alleine, mit Cassidy oder mit Finn in Puerto Lobos niedergelassen hat. Daniel trägt hier eine Fußfessel.
Sean entscheidet sich, die Grenze zu überqueren mit moralisch schlechtem Ende: Daniel steigt aus dem Auto aus und setzt seine Kraft mit mehr Gewalt ein. Die beiden kommen in Puerto Lobos an und gründen nach dem Vorbild ihres Vaters eine Autowerkstatt, werden aber kriminell und schrecken nicht vor Gewalt zurück.

## Synchronisation (Auswahl)
| Rolle                       | Originalsprecher     |
| --------------------------- | -------------------- |
| Sean Diaz                   | Gonzalo Martin       |
| Daniel Diaz                 | Roman Dean George    |
| Esteban Diaz                | Amador Plascencia    |
| Lyla Park                   | Mei Pak              |
| Brett Vaughn Foster         | Robert Shearer       |
| Doris Stamper               | Elaine Partnow       |
| Hank Stamper                | Don Baldaramos       |
| Brody Holloway              | Bolen Walker         |
| Christopher „Chris“ Eriksen | Chandler Mantione    |
| Charles Eriksen             | Nick Apostolides     |
| Claire Reynolds             | Nancy Cronig         |
| Stephen Reynolds            | John O’Connell       |
| Cassidy                     | Sarah J. Bartholomew |
| Finn                        | Matthew Gallenstein  |
| Nick                        | Steve Liski          |

## Produktionsnotizen
Im Mai 2017 gab der Entwickler Dontnod Entertainment bekannt, seit Anfang 2016 an einem Nachfolger von Life Is Strange zu arbeiten. Wie die Entwickler bei der Ankündigung von The Awesome Adventures of Captain Spirit bekanntgaben, wird dieses Spiel an einem neuen Schauplatz mit neuen Charakteren spielen.
Der Score wurde, wie schon beim ersten Life Is Strange, von Jonathan Morali von der französischen Band Syd Matters produziert.
Die Anfangsszene des Spiels war auf der Gamescom 2018 spielbar. Am 20. August 2018 wurde ein finaler Trailer zu Life Is Strange 2 auf YouTube veröffentlicht, ein erstes Gameplay-Video folgte einen Tag später.
Die erste von fünf Episoden des Spiels, mit dem Titel Roads, wurde am 26. September 2018 für Windows, PlayStation 4 und Xbox One veröffentlicht.
Die zweite Episode Rules wurde am 24. Januar 2019 veröffentlicht. Die dritte Episode Wastelands folgte am 9. Mai 2019. Am 22. August 2019 wurde die vierte Episode Faith veröffentlicht. Die fünfte und letzte Episode Wolves wurde am 3. Dezember 2019 veröffentlicht.
Gleichzeitig mit Veröffentlichung der letzten Episode am 3. Dezember 2019 wurde eine Box-Version des kompletten Spiels in einer Standard-Edition oder limitierten Collectors-Edition für PC, PlayStation 4 und Xbox One veröffentlicht. Am 19. Dezember brachte Feral Interactive das komplette Spiel auf macOS und Linux.

## Rezeption

### Auszeichnungen
Bei den Gamescom Awards 2018 wurde Life Is Strange 2 in den Kategorien Best Casual Game, Best Family Game und Best PC Game nominiert.